# Lucien Olivier
Lucien Olivier (in russo Люсьен Оливье?; Mosca, 1838 – Jalta, 14 novembre 1883) è stato un cuoco russo di origine belga.

## Biografia
Lucien fu il proprietario del ristorante Hermitage situato nel centro di Mosca agli inizi del 1860. Olivier è altresì noto per la creazione dell'insalata Olivier, nota come insalata russa.
Lucien Olivier morì a Mosca nel 1883 all'età di 45 anni ed è stato seppellito nel  cimitero Vvedenskoye. La tomba è identificabile tramite l'epitaffio "dagli amici e conoscenti".